# 自衛隊福岡地方協力本部
自衛隊福岡地方協力本部（じえいたいふくおかちほうきょうりょくほんぶ、Fukuoka Provincial Cooperation Office）は、福岡県福岡市博多区竹丘町1丁目12番（最寄り駅は南福岡駅）に所在する、自衛隊地方協力本部のひとつ。陸・海・空自衛隊共同の機関だが、通常は陸上自衛隊の西部方面総監の指揮監督下にある。管轄する地域における防衛省・自衛隊の総合窓口として福岡県管内で活動する。

## 沿革
- 1956年（昭和31年）8月1日 - 自衛隊福岡地方連絡部が編成される
- 2006年（平成18年）7月31日 - 自衛隊福岡地方協力本部に改編される

## 出先機関
- 福岡地区隊
  - 福岡募集案内所 担当地区：福岡市（東区）、宗像市、古賀市、福津市、宇美町、篠栗町、志免町、須恵町、新宮町、久山町、粕屋町
  - 福岡西募集案内所 担当地区：福岡市（城南区・早良区・西区）、糸島市
  - 福岡地域事務所 担当地区：福岡市（博多区・中央区・南区）
  - 春日分駐所 担当地区：筑紫野市、春日市、大野城市、太宰府市、那珂川市
  - 福岡援護センター（福岡駐屯地内）
- 北九州地区隊
  - 北九州出張所 担当地区：北九州市（門司区・小倉北区・小倉南区・戸畑区）
  - 小倉募集案内所 担当地区：北九州市（門司区・小倉北区・小倉南区・戸畑区・八幡西区・八幡東区・若松区）
  - 芦屋地域事務所 担当地区：北九州市（八幡東区・八幡西区・若松区）、中間市、水巻町、遠賀町、岡垣町、芦屋町
  - 築城地域事務所 担当地区：行橋市、豊前市、苅田町、みやこ町、築上町、上毛町、吉富町
  - 北九州援護センター（小倉駐屯地内）
- 飯塚地域事務所 担当地区：飯塚市、直方市、田川市、嘉麻市、宮若市、小竹町、鞍手町、福智町、桂川町、香春町、添田町、糸田町、川崎町、大任町、赤村
- 筑豊援護センター（飯塚駐屯地内）
- 筑後地区隊
  - 久留米地域事務所 担当地区：久留米市、小郡市、朝倉市、うきは市、大刀洗町、筑前町、東峰村
  - 八女地域事務所 担当地区：八女市、筑後市、広川町
  - 柳川地域事務所 担当地区：柳川市、大川市、大木町
  - 大牟田地域事務所 担当地区：大牟田市、みやま市
  - 小郡分駐所（小郡駐屯地内）
  - 筑後援護センター（久留米駐屯地内）

## 主要幹部
| 官職名                   | 階級    | 氏名     | 補職発令日     | 前職                |
| ------------------------ | ------- | -------- | -------------- | ------------------- |
| 自衛隊福岡地方協力本部長 | 1等陸佐 | 久田茂将 | 2023年12月01日 | 第1高射特科団副団長 |

| 代 | 氏名                 | 在職期間                        | 期別                           | 前職                                                            | 後職                                                  |
| -- | -------------------- | ------------------------------- | ------------------------------ | --------------------------------------------------------------- | ----------------------------------------------------- |
| 01 | 筒井敏明 （2等陸佐） | 1956年08月01日 - 1957年11月30日 | 京都帝国大学 昭和8年卒         | 西部方面総監部法務課長                                          | 第4管区総監部付                                       |
| 02 | 久保清 （1等海佐）   | 1957年12月01日 - 1959年07月31日 | 海兵56期                       | 大村航空隊司令                                                  | 佐世保補充部付 →1959年08月18日 定年退官（海将補昇任） |
| 03 | 宮崎正直 （1等空佐） | 1959年08月01日 - 1961年07月14日 | 陸士47期・ 陸大59期            | 航空自衛隊幹部候補生学校 第1教育部長                            | 航空幕僚監部人事教育部厚生課長                        |
| 04 | 西村三郎 （1等空佐） | 1961年07月15日 - 1963年03月15日 | 海兵59期                       | 航空自衛隊幹部学校教育部長                                      | 航空自衛隊補給統制処付 →1963年07月01日 退職           |
| 05 | 竹内実孝             | 1963年03月16日 - 1965年07月15日 | 陸士49期・ 陸大56期            | 陸上自衛隊幹部学校研究員                                        | 第9師団司令部幕僚長                                   |
| 06 | 栗原重厚             | 1965年07月16日 - 1968年07月15日 | 陸士49期                       | 普通科教導連隊長                                                | 陸上幕僚監部付 →1968年12月31日 退職                   |
| 07 | 川上進               | 1968年07月16日 - 1970年07月15日 | 陸士53期                       | 北部方面総監部第4部長 →1970年07月01日 陸将補昇任                | 中部方面総監部幕僚副長                                |
| 08 | 吉ケ江正 （陸将補）  | 1970年07月16日 - 1972年03月15日 | 東京帝国大学 昭和18年卒        | 北部方面総監部幕僚副長                                          | 陸上自衛隊施設学校長 兼 勝田駐とん地司令              |
| 09 | 加藤誠一 （陸将補）  | 1972年03月16日 - 1973年07月15日 | 陸士56期                       | 陸上幕僚監部第2部副部長                                         | 陸上幕僚監部幕僚幹事                                  |
| 10 | 大津榮之助           | 1973年07月16日 - 1975年07月15日 | 陸士55期                       | 陸上自衛隊通信学校副校長 兼 企画室長 →1974年07月01日 陸将補昇任 | 陸上自衛隊業務学校付 →1975年11月01日 退職             |
| 11 | 林榮一郎 （陸将補）  | 1975年07月16日 - 1976年06月30日 | 海兵74期                       | 陸上幕僚監部幕僚庶務室研究班長                                  | 陸上幕僚監部第2部長                                   |
| 12 | 林陽一 （陸将補）    | 1976年07月01日 - 1978年06月30日 | 陸航士59期                     | 第3師団司令部幕僚長                                             | 西部方面総監部幕僚長 兼 健軍駐とん地司令              |
| 13 | 落合成行 （陸将補）  | 1978年07月01日 - 1980年02月11日 | 陸士59期                       | 東北方面総監部幕僚副長                                          | 北部方面総監部幕僚長 兼 札幌駐とん地司令              |
| 14 | 五十嵐晃 （陸将補）  | 1980年02月12日 - 1981年03月15日 | 名幼47期・ 新潟高校 昭和23年卒 | 北部方面総監部幕僚副長                                          | 統合幕僚会議事務局第2幕僚室長                         |
| 15 | 養父信 （陸将補）    | 1981年03月16日 - 1982年03月15日 | 陸航士60期                     | 陸上幕僚監部人事部募集課長                                      | 第4師団司令部付 →1982年07月01日 退職                  |
| 16 | 栁康博 （陸将補）    | 1982年03月16日 - 1983年04月27日 | 九州大学 昭和31年卒            | 第7師団司令部幕僚長                                             | 官吏死亡                                              |
| 17 | 森敏彦 （陸将補）    | 1983年04月28日 - 1985年06月30日 | 九州大学 昭和30年卒            | 陸上自衛隊幹部学校総務部長                                      | 第1混成団長 兼 那覇駐屯地司令                         |
| 18 | 吉崎格 （陸将補）    | 1985年07月01日 - 1987年03月15日 | 防大2期                        | 東部方面総監部幕僚副長                                          | 北部方面総監部幕僚長 兼 札幌駐屯地司令                |
| 19 | 阿部賢吉 （陸将補）  | 1987年03月16日 - 1989年06月29日 | 防大3期                        | 東北方面総監部幕僚副長                                          | 第7師団長                                             |
| 20 | 岸良征 （陸将補）    | 1989年06月30日 - 1991年03月15日 | 防大6期                        | 陸上幕僚監部人事部人事計画課長                                  | 第1施設団長 兼 朝霞駐屯地司令                         |
| 21 | 溝内好昭             | 1991年03月16日 - 1993年03月31日 | 防大7期                        | 第1師団司令部幕僚長                                             | 第4師団副師団長 兼 福岡駐屯地司令                     |
| 22 | 廣崎恪也             | 1993年04月01日 - 1995年03月22日 | 防大8期                        | 伊丹駐屯地業務隊長                                              | 陸上自衛隊幹部学校教育部長                            |
| 23 | 佐々木達士           | 1995年03月23日 - 1996年12月15日 | 防大11期                       | 東北方面総監部防衛部長                                          | 第2師団副師団長 兼 旭川駐屯地司令                     |
| 24 | 西村長治             | 1996年12月16日 - 1999年03月28日 | 防大13期                       | 中部方面総監部人事部長                                          | 第1師団司令部幕僚長                                   |
| 25 | 赤谷信之             | 1999年03月29日 - 2000年06月29日 | 防大13期                       | 第12師団司令部幕僚長                                            | 陸上自衛隊富士学校機甲科部長                          |
| 26 | 富本啓一             | 2000年06月30日 - 2003年03月26日 | 防大16期                       | 北部方面航空隊長 兼 丘珠駐屯地司令                              | 第1ヘリコプター団長 兼 木更津駐屯地司令               |
| 27 | 安部壽和             | 2003年03月27日 - 2005年01月11日 | 防大19期                       | 中部方面総監部防衛部長                                          | 第9師団副師団長                                       |
| 28 | 佐藤正               | 2005年01月12日 - 2007年03月27日 | 防大22期                       | 陸上幕僚監部監理部総務課庶務室長                                | 陸上幕僚監部法務官                                    |
| 29 | 時津憲彦             | 2007年03月28日 - 2008年07月31日 | 防大23期                       | 中部方面総監部人事部長                                          | 通信団長                                              |
| 30 | 山澤將人             | 2008年08月01日 - 2009年12月06日 | 防大23期                       | 東北方面総監部人事部長                                          | 陸上自衛隊化学学校長 兼 大宮駐屯地司令                |
| 31 | 山中洋二             | 2009年12月07日 - 2012年03月29日 | 防大26期                       | 中部方面総監部防衛部長                                          | 中部方面総監部幕僚副長                                |
| 32 | 三宅優               | 2012年03月30日 - 2014年03月27日 | 防大27期                       | 陸上自衛隊研究本部研究開発企画官                                | 西部方面特科隊長 兼 湯布院駐屯地司令                  |
| 33 | 秋葉瑞穂             | 2014年03月28日 - 2015年08月03日 | 防大30期                       | 東部方面総監部人事部長                                          | 第5施設団長 兼 小郡駐屯地司令 （陸将補昇任）          |
| 34 | 松永康則             | 2015年08月04日 - 2017年03月26日 | 防大34期                       | 陸上幕僚監部監理部総務課広報室長                                | 陸上自衛隊幹部学校副校長 （陸将補昇任）               |
| 35 | 藤田英俊             | 2017年03月27日 - 2019年03月31日 | 防大31期                       | 東部方面総監部情報部長                                          | 第2高射特科団長 兼 飯塚駐屯地司令 （陸将補昇任）      |
| 36 | 深草貴信             | 2019年04月01日 - 2021年12月21日 | 防大37期                       | 陸上総隊司令部情報部副部長                                      | 自衛隊情報保全隊司令 （陸将補昇任）                   |
| 37 | 平松良一             | 2021年12月22日 - 2023年11月30日 | 防大35期                       | 第7師団司令部幕僚長                                             | 北部方面混成団長                                      |
| 38 | 久田茂将             | 2023年12月01日 -                | 防大37期                       | 第1高射特科団副団長                                             |                                                       |